# Индульгенция

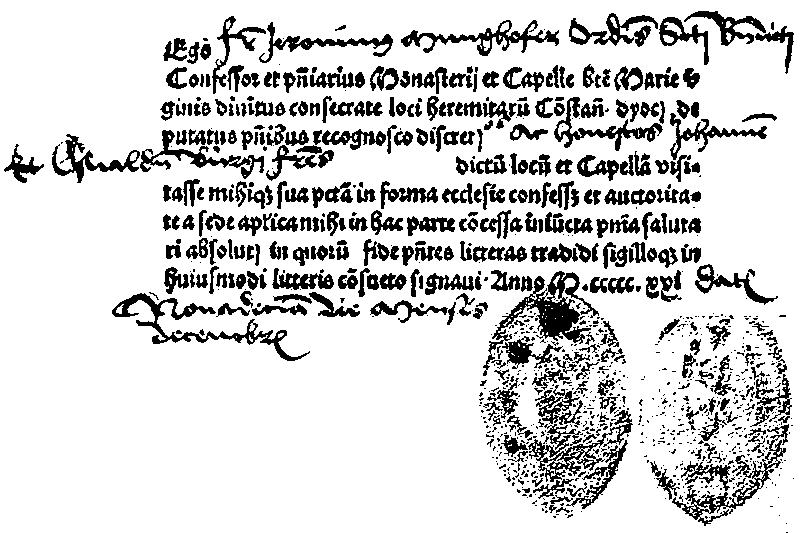
Свидетельство о получении индульгенции, датированное 19 декабря 1521

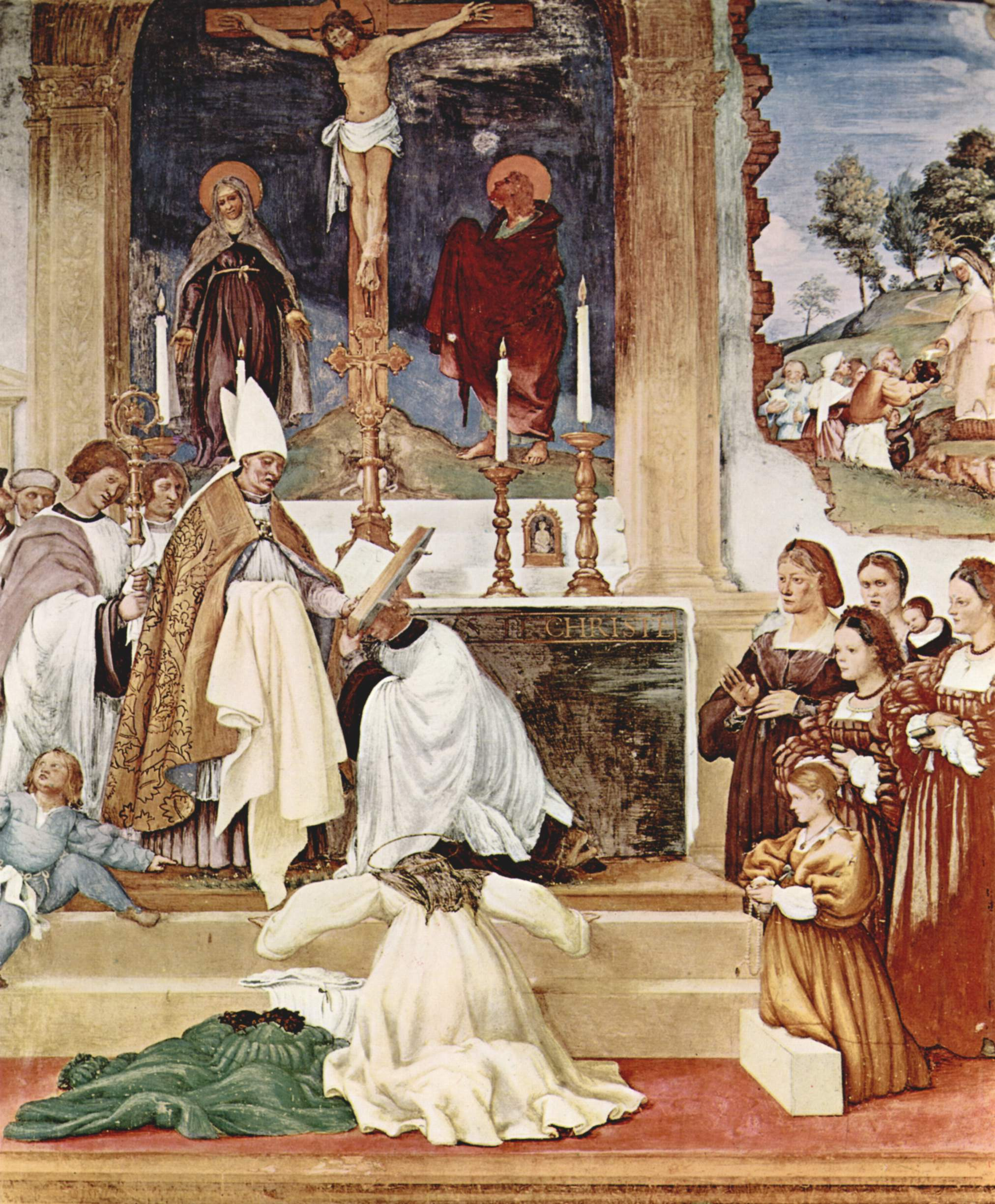
Католический епископ, предоставляющий пленарные индульгенции для общественности во времена бедствия. Фреска стены итальянского художника Лоренцо Лотто, Суарди, Италия, около 1524 года

Индульге́нция (лат. indulgentia от лат. indulgeo — милость, снисходительность) — в католической церкви освобождение от наказания (кары) за грехи, в которых грешник уже покаялся и вина за которые уже прощена в таинстве исповеди, в частности разрешение от наложенной Церковью епитимьи.
В эпоху Возрождения получило распространение понимание индульгенции, в настоящее время считающееся ошибочным, как отпущения грехов за деньги, причём независимо от таинства исповеди. В 1567 году папа Пий V полностью запретил предоставление индульгенции за деньги и иные пожертвования. Согласно католическому богословию, отпущение временной кары католики получают через действие Католической церкви из сокровищницы заслуг Христа и святых. Индульгенция может быть частичной или полной, в зависимости от того, освобождает ли она частично или полностью от временной кары за грехи. Каждый католик может получать индульгенции как для себя, так и за умерших.

## История
Термин indulgentia появился в XI веке, при папе Александре II. До этого использовались исповедные книги (с конца VII века), которые рекомендовались священникам как руководство при исповеди и заключали в себе таблицу облегчений или замен церковных наказаний. Злоупотребления в распоряжении индульгенциями (которые использовались как средство личного обогащения духовенства) и иерархические интересы побудили папу Иннокентия III (1215) ограничить епископов в праве выдавать индульгенции, и полное прощение (indulgentiae plenariae) перешло мало-помалу в руки одного папы. Утверждая, что заслуги Христа, Богородицы и святых перед Богом образовали неисчерпаемую сокровищницу добрых дел (opera supererogationis), и что она предоставлена в распоряжение церкви для раздачи из неё благодати достойным, церковь в лице папы Климента VI в первой половине XIV века утвердила это учение, признав апостола Петра и его наместников, римских епископов, хранителями накопленного сокровища.
В эпоху Возрождения практика предоставления индульгенций нередко приводила к значительным злоупотреблениям (раздача за денежные пожертвования и др.). Злоупотребления индульгенциями ставленника майнцского архиепископа монаха Тецеля послужили поводом для протеста Лютера и для начала реформационного движения.
В 1567 году папа Пий V запретил любое предоставление индульгенций, включающее какие-либо денежные расчёты. Современный порядок предоставления индульгенций регламентируется документом «Руководство по индульгенциям», выпущенном в 1968 году и дополненном в 1999 году.
8 декабря 2020 года папа римский Франциск объявил о специальной индульгенции в связи с пандемией коронавируса COVID-19 всем покаявшимся в течение года. Прощение грехов даруется «покаявшимся и при намерении, как только возможно, выполнить три условия, дома ли или в другом месте вынужденного нахождения, — исповедь, причащение и молитва».

## Богословское обоснование
Богословское обоснование индульгенции впервые было разработано в сочинениях Гуго Сен-Шерского (1200—1263). Эта концепция была признана Католической церковью в 1343 году папой Климентом VI.
Согласно катехизису Католической Церкви, индульгенция — это «отпущение перед Богом временной кары за грехи, вина за которые уже изглажена; отпущение получает христианин, имеющий надлежащее расположение, при определённых обстоятельствах через действие Церкви, которая как распределительница плодов искупления раздаёт удовлетворения из сокровищницы заслуг Христа и святых и правомочно наделяет ими».
Согласно учению Католической церкви, последствия греха двояки. Во-первых, смертный грех лишает человека доступа к вечной жизни, т. н. «вечное наказание», освобождение от которого можно получить лишь через таинство покаяния. Во-вторых, любой грех ухудшает духовное состояние человека, усиливая его предрасположенность ко злу, что приводит к духовным тяготам, которые понимаются под «временным наказанием». Индульгенция помогает справиться именно с ним путём побуждения человека к совершению молитв, дел милосердия и т. д.
Индульгенция может быть частичной или полной (в зависимости от того, освобождает ли она частично или полностью от временной кары за грехи) и применяться к живым или к умершим.
Полная индульгенция даётся при обязательном соблюдении следующих условий:
- Исповедь.
- Причащение.
- Молитвы в интенциях Папы.
- Совершение определённых действий, с которыми Церковь связывает получение индульгенции (молитвы, служение милосердия, свидетельство веры).
- Отсутствие привязанности к какому-либо греху.

Индульгенция давалась первоначально при наличии раскаяния, проявляющегося в добрых делах (пост, милостыня, паломничество). Позже выработалось учение, что заслуги Христа, Богоматери, святых и мучеников образовали в распоряжении Церкви неисчерпаемую сокровищницу «сверхдолжных добрых дел», дающих Церкви право на предоставление индульгенций.

## Индульгенции за пределами Католической церкви

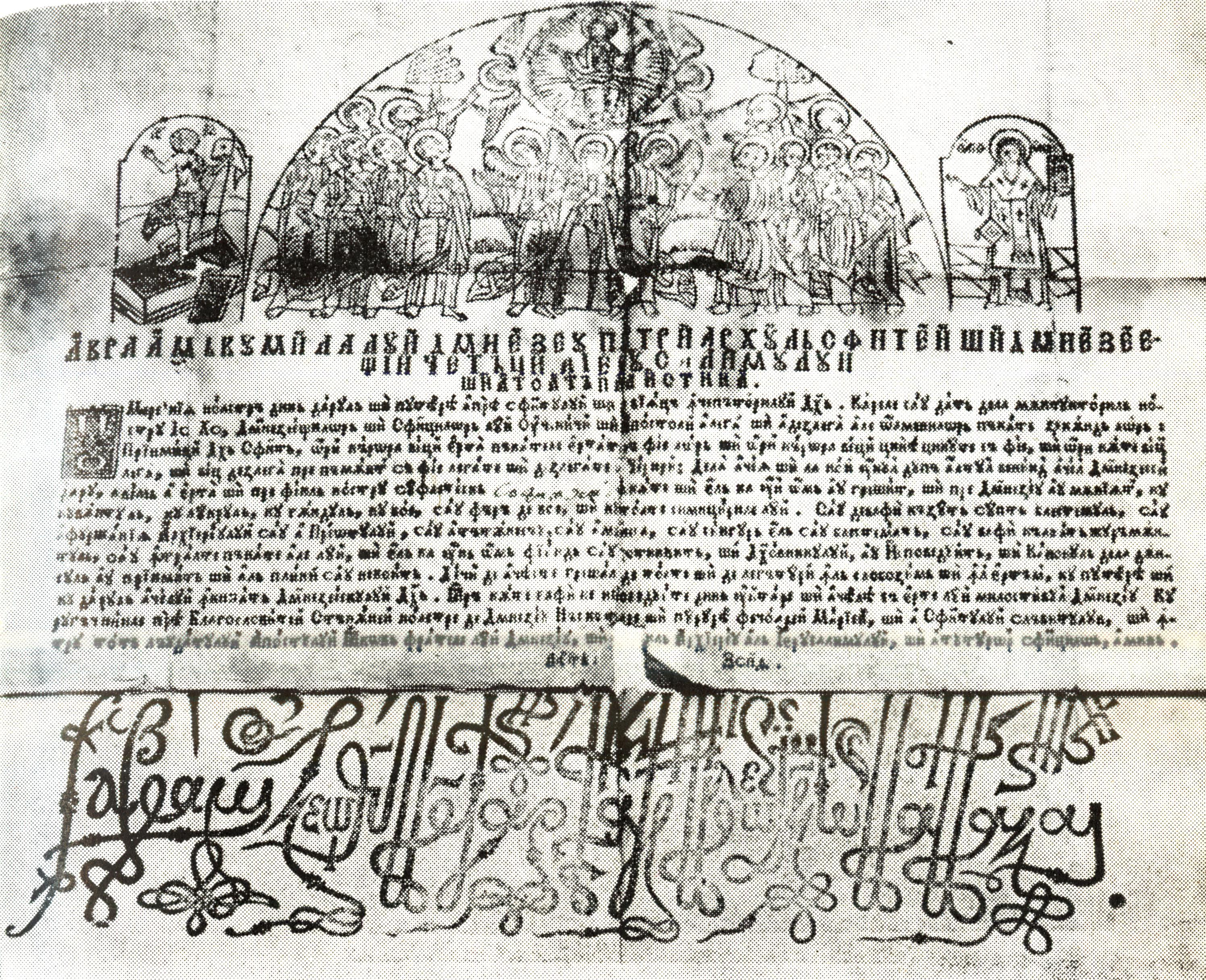
Православная индульгенция конца XVIII века с подписью патриарха Иерусалимского Авраамия, продававшаяся греческими монахами в Валахии. Национальный музей истории Румынии

В XVI—XVIII веках Греческая Церковь, после Флорентийской унии и взятия турками Константинополя подвергалась большому влиянию западного христианства. Католическая пропаганда значительно активнее действовала здесь, особенно с учреждением в 1622 году Sacra Congregatio de Propaganda Fide («Конгрегации распространения веры»), большинство греческих учёных и богословов училось на Западе. Благодаря католическому влиянию в практику Греческой Церкви вошла выдача христианам индульгенций: свидетельств об отпущении греха (греч. συγχωροχάρτια). Это были настоящие индульгенции — грамоты, разрешавшие от грехов, который мог получить любой, за определённую сумму денег. Согласно Христосу Яннарасу, отпущение, «подававшееся» этими грамотами, не было связано с участием верного ни в таинстве покаяния, ни в таинстве Евхаристии.
Выдача индульгенций вначале была неофициальной, уже в XVI веке практика получила широкое распространение. В начале XVIII века Патриарх Иерусалима Досифей Нотара писал о ней как о древней и всем известной практике. Официальное подтверждение практика выдачи индульгенций получила на Константинопольском соборе 1727 года. В 13-м пункте соборного определения говорится: «Власть оставления грехов, которое, если подается письменно, Восточная Христова Церковь именует „разрешительными грамотами“ (греч. συγχωροχάρτια), а латиняне — „индульгенциями“ (лат. indulgentias),.. дается Христом в святой Церкви. Эти разрешительные грамоты выдаются во всей Соборной Церкви четырьмя святейшими патриархами: Константинопольским, Александрийским, Антиохийским и Иерусалимским». Например, в апреле 1806 года Никодим Святогорец в письме епископу Стагонскому Паисию, который в то время находился в Константинополе, просит его взять в патриархии «разрешительную грамоту» для одного «живого монаха», тоже по имени Никодим, и прислать ему, обещая, что вышлет деньги, необходимые для покупки грамоты, как только узнает, сколько она будет стоить.
Зафиксирована ограниченная практика использования таких разрешительных (отпустных) грамот, выданных восточными патриархами (в основном Константинопольским и Антиохийским в XVII веке).
На Востоке в ряде мест практика выдачи (и продажи) свидетельств об отпущении греха (греч. συγχωροχάρτια) существовала вплоть до середины XX века

## Индульгенции в России

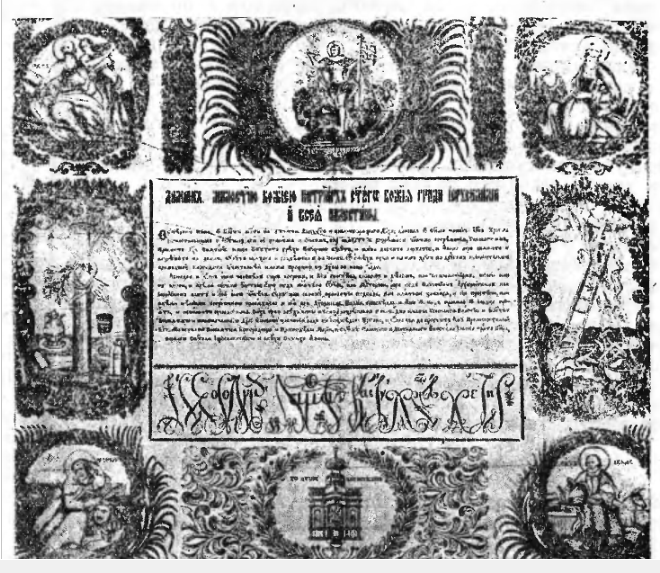
Прощённая грамота иерусалимского патриарха Дамиана, конец XIX или начало XX века. Ввиду затруднений с вписыванием имени получателя на русском языке обычная именная индульгенция превратилась в документ на предъявителя. Сергиево-Посадский государственный историко-художественный музей-заповедник

Правовед П. В. Гидулянов в 1930 году писал, что наиболее древней известной ему индульгенцией в России является «Прощенная грамота», выданная иерусалимским патриархом Иоакимом великому князю Василию Васильевичу в 1462 году. Другой случай индульгенции это пересылка «разрешительной грамоты» в Москву патриархом Иерусалима Софронием царице Ирине в 1585 году. В текстах обеих грамот не говорится о том, что их получению предшествовали покаяние и исповедь. Гидулянов считает, что оба документа патриархами были выданы только в силу обладания патриархами «власти ключей грехов».
Как отмечает Гидулянов в широкое употребление индульгенций («прощенных грамот») получило в XVII веке при первых царях Романовых в России. Одним из первых продажей индульгенций занялся впоследствии канонизированный в Русской церкви константинопольский патриарх Афанасий Пателар. Он напечатал и продал партию индульгенций в Киеве, а затем обратился с просьбой к царю Алексею Михайловичу напечатать в Москве 500 «разрешительных грамот» для запорожских казаков. По данным Гидулянова, другим продавцом индульгенций был сербский патриарх Гавриил (канонизированный в Сербской церкви), для которого было напечатано в Москве в 1655 году 1000 разрешительных грамот. Выдачей индульгенций занимался и митрополит газский Паисий Лигарид, которого Гидулянов называет «известный авантюрист». Самым большим, и по мнению Гидулянова «постыдным», количеством раздач прощённых грамот занимался антиохийский патриарх Макарий, осуществлявший это в Валахии, Малороссии и в Москве; раздача грамот Макарием приносила ему немалый доход.